# 公雞標誌
公雞標誌（英語：The Cock sign）是位於英國索頓倫敦自治市薩頓薩頓高街與卡爾夏登路（Carshalton Road）十字路口的一個標誌，設立於1907年，最初是作為公雞飯店和酒吧（The Cock hotel／pub）的招牌，之後被改建為路牌和燈柱。公雞標誌於2018年4月被列入英國二級登錄建築。

## 歷史

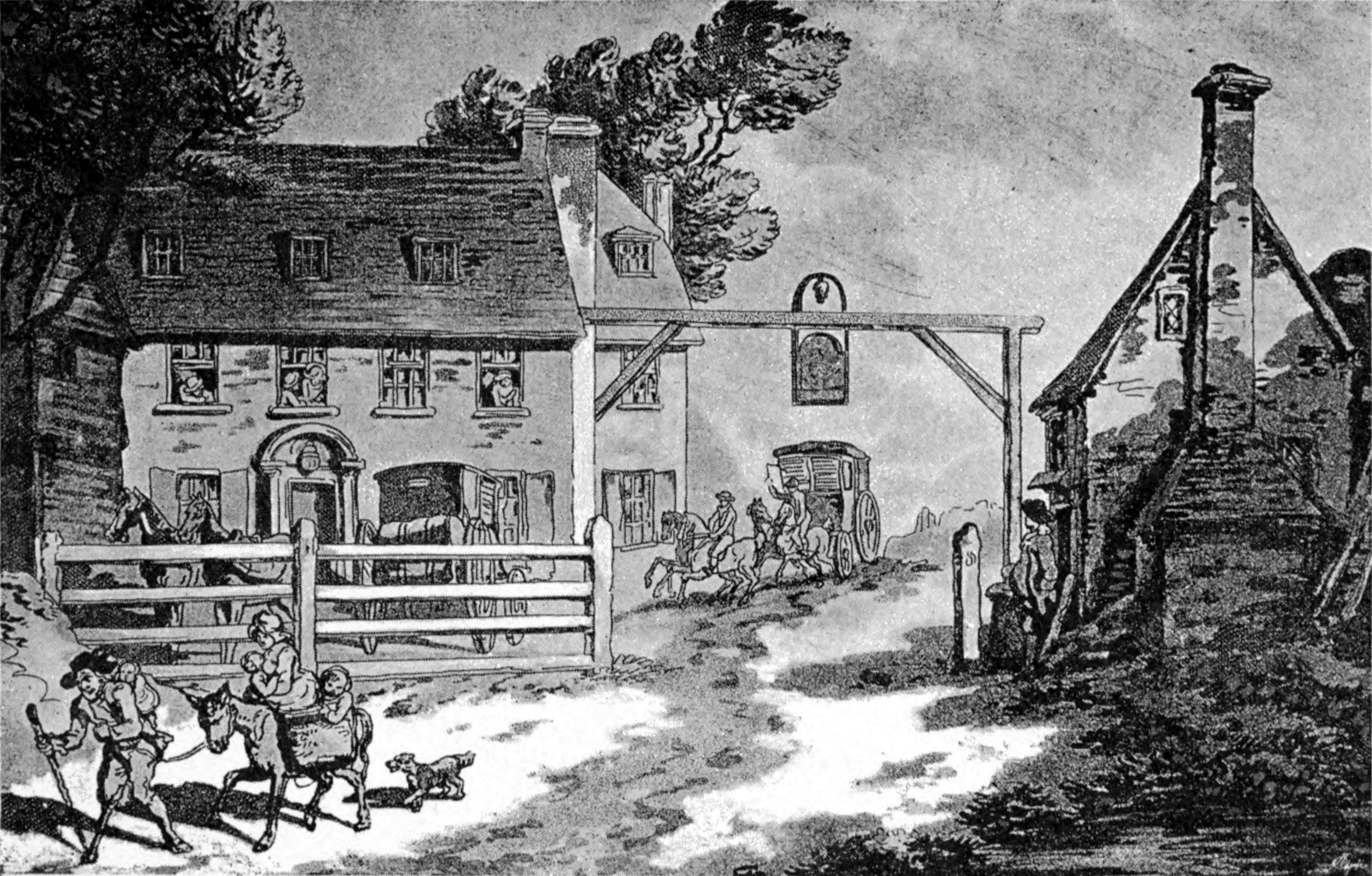
公雞飯店最初建於1789年，而該飯店在公雞標誌設立前就已被部分拆除

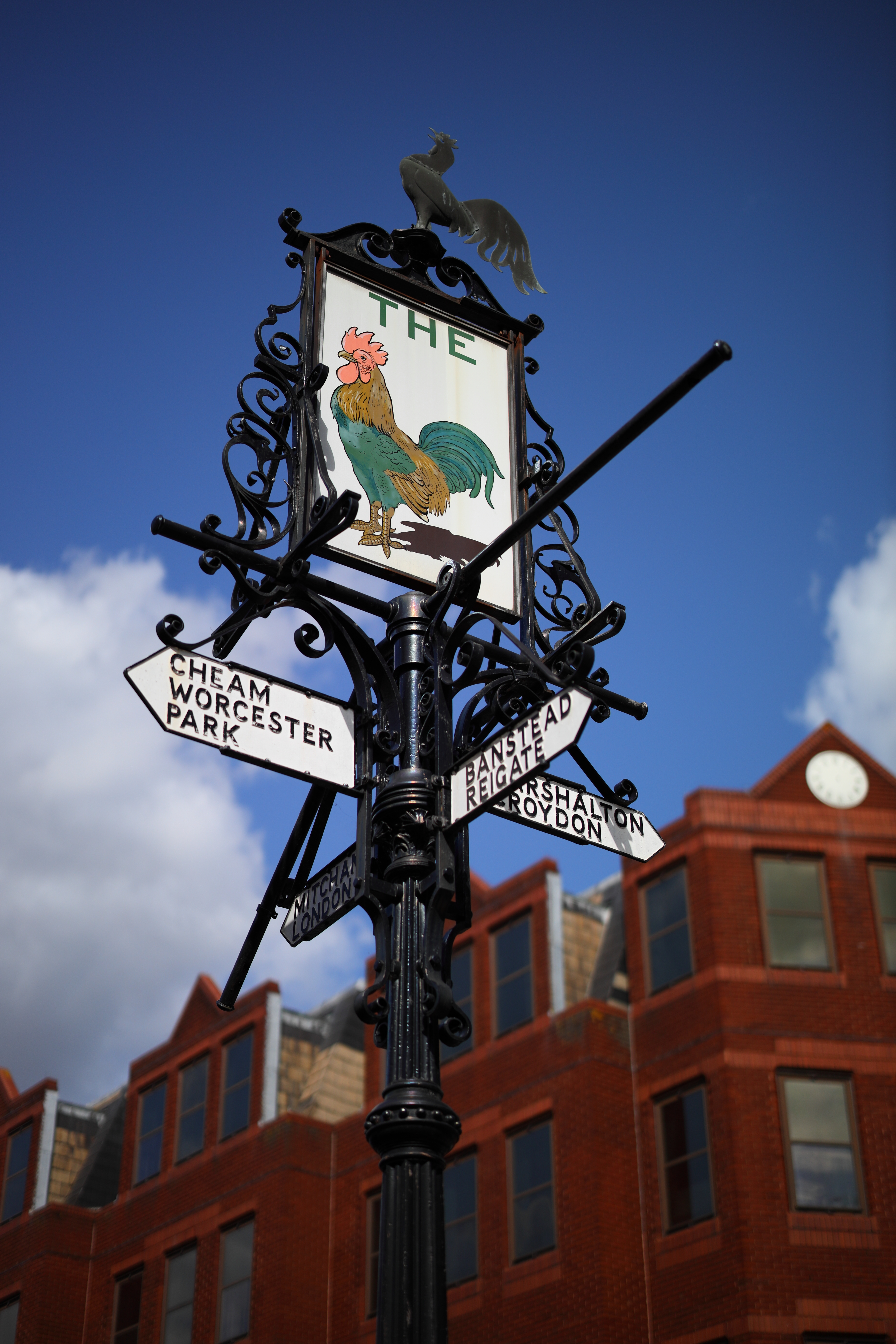
公雞標誌（攝於2019年9月）

公雞飯店之所以以公雞命名是因倫敦和薩頓均為歷史上的鬥雞中心，飯店位於倫敦和布來頓之間的一條主幹道旁，曾被作為郵局使用。公雞飯店曾為拳擊手約翰·傑克遜所有，期曾獲頒英格蘭拳擊冠軍頭銜（Champion of England）。1898年，一部分的公雞飯店因道路拓寬而被拆除。
公雞標誌由金屬建築公司Hart, Son, Peard和Co.於1907年建造，最初設立在公雞飯店和酒吧外的木架上，1914年飯店被完全拆除後，該標誌被移往薩頓高街與卡爾夏登路（Carshalton Road）交會的十字路口。約在1915年時，公雞標誌被改成路牌，標誌上的飯店名稱亦被移除。
搬遷後的公雞標誌位於一根3（9.8英尺）高的柱子上，由鋼和鍛鐵製成，而該標誌在移往十字路口前掛有一盞煤氣燈和兩盞燈籠，後來煤氣燈被改為電燈，燈籠則在1915年標誌搬遷前被拆除。公雞標誌上的指路牌分別指向契姆、伍斯特公園、卡爾夏登、克羅伊登、班斯特德、賴蓋特、米查姆和倫敦市。20世紀末，道路規劃被更改，但公雞標誌仍被保留，而標誌所在的十字路口也被稱為公雞十字路口（The Cock crossroads），距離原公雞飯店和酒吧的位置僅有數公尺之差。2018年4月18日，公雞標誌被列入英國二級登錄建築，成為該年度英格蘭歷史建築和古蹟委員會在南倫敦地區列入的三個地點之一。2020年，公雞標誌被暫時取下以進行修復工作。